# 莱尔·史蒂维克
莱尔·史蒂维克（英语：Lyle Stevik，1976年—2001年9月16日），是一名美国男子使用过的化名，此人于2001年在华盛顿州奥林匹克半岛阿曼达公园的一家汽车旅馆自杀。虽然他的身体很快发现并收集到指纹、DNA和牙齿信息，但在数据库中没有匹配结果。
2018年5月8日，灰港县警长办公室宣布在无名氏DNA项目遗传谱系帮助下，史蒂维克的真实身份被确定，他们在新墨西哥州发现可能跟他相隔两三代的亲戚，并最终找到他的家人。
史蒂维克的家人说，史蒂维克去世时25岁，住在加利福尼亚州阿拉米达。他的家人要求隐瞒他的真实身份以此保护隐私。

## 生前
史蒂维克在2001年9月14日乘坐公共汽车到达该地后入住阿曼达公园的Quinault Inn汽车旅馆。店员告诉警方他有类似加拿大的口音，他可能是加拿大人。他在登记时写了化名，提供住址是爱达荷州梅里迪安的一家最佳西方酒店的地址，警方找到那家酒店，但酒店没有一名工作人员认识他。。
据报道，有人看到史蒂维克在汽车旅馆附近的高速公路边来回走动。在抱怨外面有噪音后，他换到另一个房间。
他的名字可能源于乔伊斯·卡罗尔·欧茨的小说《你必须记住这个》中的人物“莱尔·斯蒂维克（Lyle Stevick）”。在故事中斯蒂维克考虑自杀。

## 死亡
史蒂维克的尸体在2001年9月17日被发现。初步报告称他在汽车旅馆住了两晚，但由于他在9月14日登记入住，所以应该是住了三晚。他在前台付了一晚的住宿费，但后来他说他计划再呆“几天”。史蒂维克是浅色皮肤，但官员们认为他有一些美洲原住民或西班牙裔的血统；他的头发黑色，眼睛是绿色或淡褐色 。
他用皮带在衣柜内的栏杆上上吊自杀，据判断他在9月16日去世 。
警方称男子关上房间的百叶窗，他在床头柜上留下了一张写着“房费”字样的纸，纸里面裹有160美元（数张20美元纸币）。据推测，他自杀的原因可能是抑郁症或是其他危及生命的疾病，然而尸检排除了后者。一名调查员说，他在垃圾桶里发现一张纸，上面写着“自杀”（英語：SUICIDE），好像是在练习。
史蒂维克没有带行李，房间里只发现一把牙刷和牙膏。他上半身外面穿着一件蓝色格子衬衫，里面穿着灰色T恤，下半身穿着蓝色牛仔裤和黑色靴子。

## 验尸
当地验尸官办公室称他有可能有非洲裔美国人、美洲原住民和西班牙裔血统。DNA分析称他至少有四分之一美洲原住民血统，四分之一西班牙裔血统。
法医发现他的牛仔裤尺寸比身体大，估计他近段时间体重降低了18公斤左右。他的年龄估计在20到30岁之间，出生日期估计是在1971到1981年，也有可能已经达到35岁 。
史蒂维克被埋在华盛顿州阿伯丁弗恩山公墓一个没有标记的坟墓里。

## 调查
因为史蒂维克在去世后不久就被发现，因此能够获得他的指纹、牙齿特征和DNA，但在国际数据库中仍然没有匹配结果。据称，他是从安吉利港或阿伯丁来到此地，公共汽车每天都会从这些地点前往阿曼达公园，然而两条路线的公交车司机都没认出他。当时失踪的男子亚历山大·克雷格和史蒂文·尼德姆都被确认并非史蒂维克。
2007年4月，史蒂维克被列入拉马尔协会发起的帮助解决失踪或身份不明美洲原住民公共服务活动“圈子失踪月（Missing from the Circle）”。

## 识别
2018年，无名氏DNA项目的两位基因系谱学家Colleen M.Fitzpatrick和Margaret Press将DNA配置文件上传到GEDmatch。
格雷斯港警长办公室于2018年5月8日宣布，无名氏DNA项目与Aerodyne和全基因组公司合作通过DNA分析和与基因亲属比较，莱尔·史蒂维克的真实身份已经得到确认。史蒂维克来自加利福尼亚州阿拉米达县，死时25岁。灰港县警长办公室通知他的家人，他的家人以为他还活着，只是不想与家人交往。他的家人有一套他的指纹，是在小学时用于儿童识别而采集的。警长部门将他儿时采集指纹与2001年拍摄的尸检指纹进行对比并成功匹配。为了保护隐私，他的家人选择不公开他的真实身份。